# Elizabeth Anscombe
Gertrude Elizabeth Margaret Anscombe eller G.E.M. Anscombe, född 18 mars 1919 i Limerick, County Limerick, död 5 januari 2001 i Cambridge, Cambridgeshire, var en brittisk filosof, som var student till Ludwig Wittgenstein och en auktoritet om hans arbeten samt inom analytisk filosofi. Hon skrev även betydelsefulla verk inom dygdetiken.
Anscombe studerade vid Oxford University under andra världskriget, och konverterade i samband med detta till katolicismen. Hon gifte sig med den likaledes betydelsefulla filosofen och konvertiten Peter Geach, och började sedan studera vid Cambridge University, då hon blev Wittgensteins student och nära förtrogna. Hon fick tjänst vid Oxford, och var från 1970 professor i filosofi vid Cambridge. Vid det laget var hon mest känd för allmänheten som försvarare av den katolska läran, öppen kritiker till Harry S. Truman och dennes atombombningar, och som abortmotståndare. Två gånger blev hon arresterad för sin aktivism.
Som filosof har Anscombe myntat begreppen konsekventialism och "brute facts"; det senare fick betydelse för John Searle och dennes talaktsteori. Hon räknas som företrädare för vad som på senare tid benämnes den analytiska thomismen.